# Roma Servizi per la Mobilità
Roma Servizi per la Mobilità S.r.l., spesso abbreviato in Roma Mobilità o RSM, è una società in house di Roma Capitale che svolge i compiti di agenzia per la mobilità sia pubblica che privata a Roma.
Nel dettaglio la società si occupa: della pianificazione, progettazione, regolazione e monitoraggio del trasporto pubblico locale e di quello privato, del rilascio dei permessi per le zone a traffico limitato e dei contrassegni per disabili, della gestione dei sistemi di trasporto turistico e scolastico oltre che della rete di taxi, car sharing e noleggio con conducente, della gestione degli impianti semaforici e di agevolare la comunicazione tra Roma Capitale e le sue società partecipate.

## Storia
Roma Mobilità fu fondata ai sensi della deliberazione di consiglio comunale n° 36 del 30 marzo 2009, seguita dalla deliberazione di giunta comunale n° 244 del 29 luglio 2009, nell'ambito di una riforma del sistema di trasporto pubblico locale, scindendo parzialmente un ramo d'azienda da ATAC, a sua volta tornata ad esercire le funzioni di gestore di gran parte dei trasporti pubblici urbani comunali. L'azienda si è quindi configurata come successore della Società Trasporti Automobilistici o STA, assorbita da ATAC nel 2005.
Nel 2016 la società, insieme alle municipalizzate Roma Metropolitane e Risorse per Roma, ha fornito il supporto tecnico e scientifico al Comune per la redazione del Piano urbano per la mobilità sostenibile (PUMS): un piano per lo sviluppo a breve, medio e lungo termine del trasporto pubblico locale della città.
Nel 2024 la società, incaricata dall'amministrazione Gualtieri, si occupa di provvedere al Concorso per 1000 nuove licenze Taxi; Quest'ultimo incontra grosse difficoltà, fin dalla sua pubblicazione per  inadeguatezza di forma e caratteri fortemente discriminatori.

## Attività

### Sistema integrato di controllo del traffico
Il sistema integrato di controllo del traffico comprende la manutenzione dell'intera rete segnaletica luminosa, la gestione della centrale della mobilità e lo svolgimento dei servizi di infomobilità.
La rete segnaletica luminosa, e più in generale gli impianti in carico all'azienda, sono: 1387 impianti semaforici (di cui 528 centralizzati e 859 non centralizzati), segnali stradali ed attraversamenti pedonali luminosi, impianti APL, colonnine e lampeggiatori luminosi, pannelli a messaggio variabile, varchi elettronici delle zone a traffico limitato, corsie riservate, vistared, postazioni TCCC, linee di comunicazione dei server e cinque parcheggi automatizzati per la sosta degli autobus turistici.
La centrale della mobilità ha il compito da un lato di monitorare in tempo reale l'andamento della mobilità nel suo complesso, e dall'altro di gestire tutti gli eventi programmati con impatto sul traffico come lavori, manifestazioni ed eventi vari. Per la diffusione delle informazioni l'azienda impiega anche una propria piattaforma editoriale che prevede una testata giornalistica quotidiana, Trasporti & Mobilità, un'emittente radiofonica digitale, Radio Roma Mobilità e i telegiornali della mobilità trasmessi sulla rete di monitor del trasporto pubblico e attraverso i social network Facebook e Twitter.

### Trasporto pubblico locale
Nell'ambito del trasporto pubblico locale di Roma, che comprende un'estesa rete di autolinee, ferrovie, filovie, metropolitana e tranvie, Roma Mobilità cura le attività inerenti alla pianificazione e alla progettazione di nuovi servizi o modifiche degli attuali, a cui si aggiungono le attività di monitoraggio e regolazione del servizio, svolto operativamente da ATAC e Roma TPL.

### Trasporto pubblico non di linea
L'azienda gestisce tutte le attività amministrative connesse alle licenze rilasciate dall'amministrazione comunale inerenti al servizio di taxi, noleggio con conducente e botticelle. In merito al servizio taxi si occupa anche della manutenzione del servizio "Chiama Taxi 060609", rilanciato nel 2020 per semplificare le attività di comunicazione utente-area di sosta.
Gestisce altresì il servizio di car sharing ed il rilascio/rinnovo dei vari permessi di circolazione e sosta per gli autobus turistici.

## Sedi e impianti
La società dispone di due edifici in affitto: la sede centrale in via di Silvio D'Amico, 40, di proprietà di GENERALI R.E., e lo sportello aperto al pubblico di via Silvio D'Amico, 38, e il check point Aurelia per i mezzi turistici, di proprietà di Metropark S.p.A.